# Ibu (vulkaan)
Ibu (Indonesisch: Gunung Ibu) is een stratovulkaan op het Indonesische eiland Halmahera in de provincie Noord-Molukken. De vulkaan heeft een hoogte van 1325 m. In de krater op de top van de vulkaan heeft zich in 1911 een lavakoepel gevormd.
De Ibu is een actieve vulkaan die in de laatste anderhalve eeuw zeker vijf eruptieve periodes heeft gehad met een waarde variërend van 1 tot 2 op de vulkanische-explosiviteitsindex (VEI), te weten in 1911, 1998-1999, 2001, 2004-2005, 2008-2024. Deze erupties bestonden veelal uit explosieve as-emissies en lavastromen.